# Albert Niemann
Albert Friedich Emil Niemann (Goslar, 20 de mayo de 1834 — 19 de enero de 1861) fue un farmacéutico y químico alemán.

## Vida
Niemann nació en Goslar, que en ese entonces estaba en el Reino de Hannover, como hijo de un director de  escuela. En 1849 comenzó su aprendizaje en la farmacia del ayuntamiento de Gotinga. 

### Aislamiento de la cocaína
El químico alemán Friedrich Wöhler había ordenado el envío un bulto de hojas de coca en 1859 traída por Carl von Scherzer desde Bolivia a través de una expedición de la fragata austriaca Novara. En 1860 descubrió la cocaína en forma cristalina, siendo asistente de Scherzer en Gotinga.
En investigaciones más exactas encontró que se funde a los 89 °C y que añadiendo más calor se descompone en ácido clorhídrico y ácido benzoico, así como en alcohol metílico y ecgoninas. Además, durante experimentos con etileno y dicloruro de azufre, Niemann documentó las propiedades irritantes de la mezcla, la cual también provocaba la aparición de ampollas en la piel. Esta combinación luego fue llamada mostaza sulfurada, o también gas mostaza, y usada extensamente como agente de arma química en la Primera Guerra Mundial.
Dos años después de su muerte su colega Wilhelm Lossen continuó con sus investigaciones, las que condujeron a la determinación de la fórmula química de la cocaína C14H20NO4.